# Daphne Nikolopoulos
Daphne Nikolopoulos (* 1966 in Athen, Griechenland) ist eine griechisch-US-amerikanische Schriftstellerin, Journalistin und Herausgeberin. Ihre Romane veröffentlichte sie unter den Pseudonymen Daphne Niko und D.J. Niko. Der internationale Durchbruch als Autorin gelang ihr 2012 mit dem Archäologie-Thriller Der zehnte Heilige.

## Leben
Daphne Nikolopoulos wurde in Athen, Griechenland, geboren, zog jedoch schon im Alter von 12 Jahren mit ihrer Familie in die USA. Nach ihrem Abschluss an der University of Central Florida reiste sie zwei Jahre um die Welt. Während eines Aufenthalts in Irland, wo sie allein unterwegs war, verfasste sie ihren ersten Roman. Als Reiseschriftstellerin schrieb sie für verschiedene Magazine und besuchte im Rahmen ihrer Tätigkeit innerhalb weniger Jahre über 90 Länder. Sie selbst bezeichnet sich gerne als moderne Nomadin, hat nach eigenen Angaben eine besondere Leidenschaft für Wüsten entwickelt und viel Zeit bei verschiedenen Stämmen in Afrika und Asien verbracht.
Obwohl Englisch nicht ihre Muttersprache ist, wurde sie eine preisgekrönte Autorin und einflussreiche Herausgeberin. Sie ist Chefredakteurin der Palm Beach Illustrated, einer in Florida hoch angesehenen Regionalzeitschrift, und Redaktionsleiterin der Palm Beach Media Group. Daphne Nikolopoulos ist aktives Mitglied der Authors Guild and International Thriller Writers. Sie heiratete in Paris und lebt mit ihrer Familie in Süd-Florida.
Neben der Literatur begeistert sich Daphne Nikolopoulos für die Kochkunst. Mit The Storm Gourmet erschien von ihr 2005 ein Handbuch zur stromlosen Zubereitung von Speisen während der Hurrikansaison.

## Auszeichnungen
- 2012: Goldmedaille der Florida Book Awards für The tenth Saint.[6]

## Werke

### Die Sarah Weston Abenteuer
- Der zehnte Heilige. Luzifer-Verlag, Drensteinfurt 2015. (Originaltitel: The tenth Saint, 2012, übersetzt von Madeleine Seither), ISBN 3-95835-065-8.
- Das Rätsel Salomons. Luzifer-Verlag, Drensteinfurt 2016. (Originaltitel: The Riddle of Solomon, 2013, übersetzt von Madeleine Seither), ISBN 3-95835-156-5.
- Das Orakel. Luzifer-Verlag, Drensteinfurt 2017. (Originaltitel: The Oracle, 2015, übersetzt von Madeleine Seither), ISBN 3-95835-204-9.
- Der Feuervogel. Luzifer-Verlag, Drensteinfurt 2019. (Originaltitel: Firebird, 2019, übersetzt von Madeleine Seither), ISBN 3-95835-389-4.

### Historische Romane
- Das Urteil. Luzifer-Verlag, Drensteinfurt 2018. (Originaltitel: The Judgment, 2016, übersetzt von Madeleine Seither), ISBN 3-95835-320-7.

### Sachbücher
- The Storm Gourmet: A Guide to Creating Extraordinary Meals Without Electricity. Pineapple Press Inc., Sarasota 2005. (englisch), ISBN 1-56164-334-3.

### Hörbücher
- Der zehnte Heilige. Erzählt von Lisa Boos, Patrick Giese und Mike Götze. Hörbuchmanufaktur Berlin, Berlin 2016. (Audible, 584 Min.)